# Nafenopin
Nafenopin ist eine chemische Verbindung aus der Gruppe der Monocarbonsäuren.

## Gewinnung und Darstellung
Nafenopin kann durch Kondensation von 1,2,3,4-Tetrahydro-1-naphthol und Phenol in Anwesenheit von Aluminiumtrichlorid und Natrium und anschließende Reaktion des Zwischenproduktes mit Ethyl-2-bromisobutyrat und anschließende Hydrolyse mit methanolischer Kaliumhydroxid gewonnen werden.

## Eigenschaften
Nafenopin ist ein Lipidsenker und wirkt pharmakologisch ähnlich wie Clofibrat. Die Verbindung senkt die Plasma-Triglyceride und das Gesamtcholesterin. Nafenopin induziert die Bildung von Peroxisomen in verschiedenen Geweben und ist ein wirksamer Tumorpromotor mit Karzinombildung in Leber, Darm und Pankreas.

## Regulierung
Über den Safe Drinking Water and Toxic Enforcement Act of 1986 besteht in Kalifornien seit 1. April 1988 eine Kennzeichnungspflicht für Produkte, die Nafenopin enthalten.

## Externe Links zu erwähnten Verbindungen
1. ↑  Externe Identifikatoren von bzw. Datenbank-Links zu Nafenopin (R-Form):  CAS-Nr.: 32147-36-7, PubChem: 76955950, ChemSpider: 30786365, Wikidata: Q27147243.
2. ↑  Externe Identifikatoren von bzw. Datenbank-Links zu Nafenopin (S-Form):  CAS-Nr.: 32147-37-8, PubChem: 76955951, ChemSpider: 30786366, Wikidata: Q27147246.
3. ↑  Externe Identifikatoren von bzw. Datenbank-Links zu 1,2,3,4-Tetrahydro-1-naphthol:  CAS-Nr.: 529-33-9, EG-Nr.: 208-459-0, ECHA-InfoCard: 100.007.691, PubChem: 10723, ChemSpider: 10272, Wikidata: Q27269799.
4. ↑  Externe Identifikatoren von bzw. Datenbank-Links zu Ethyl-2-bromisobutyrat:  CAS-Nr.: 600-00-0, EG-Nr.: 209-980-6, ECHA-InfoCard: 100.009.074, PubChem: 11745, Wikidata: Q72473250.